# 丹阳号驱逐舰
丹陽號驅逐艦（舷號DD-12），原為大日本帝國海軍雪風號驅逐艦，日本佐世保海軍造船廠建造，1940年完工服勤，曾多次參加第二次世界大戰的海戰。1945年日本投降後，中國代表依盟國議定在1946年6月28日派員於東京抽籤獲得七艘驱逐舰；其中一艘即為丹陽艦，1947年丹陽艦由日本駛至上海高昌廟碼頭，同年7月3日正式移交中華民國，並於1948年5月1日正式命名為「丹陽」，後於1966年除役。

## 概述
1946年12月30日，「雪風」被指定為特別保管艦，並以戰時賠償艦引渡到聯合國。「雪風」的乘組員們不但沒有自暴自棄，反而到最後仍細心地整備，而聯合國方面則感嘆「戰敗國的軍艦仍不理後事，細心地整備及保養艦隻，真是令人驚嘆」。
1947年6月28日，在東京盟軍總部大禮堂舉行日本賠償艦的抽籤，由中國海軍上校馬德建抽籤抽到雪風號，雪風號遂加為中華民國海軍艦隊。1947年7月3日抵達上海高昌廟碼頭，於7月6日移交至中華民國，翌年5月1日改名為「丹陽艦」（DD-12）。成為中華民國艦隊的旗艦。
雪風號在移交時是無武裝狀態，長時間停泊在上海無法出海，僅在港內擔任訓練艦，無正式編制。直到1948年，由於國民政府在國共內戰不斷戰敗以及美援斷絕的情況下，將丹陽號及相同命運的日償艦開始自上海拖曳到台灣基隆以免遭共產黨擄獲。
丹陽號在基隆牛稠港船塢實施艦體修整，再拖到左營軍港執行再武裝計劃，直到1952年完工擔任戰備，同樣擔任中華民國海軍的旗艦；再武裝的丹陽號主要武器分別是艦艏A砲塔的雙連裝八九式127公厘高射炮、艦艉X、Y砲塔的九八式100公釐高射炮，搭配海軍自行以鋼板焊接而成的四角型砲塔，射控裝置則以技工人力調校整合。中口徑武器同樣運用日製的九六式25毫米高射機炮，因臺灣島上無魚雷發射管庫存，因此丹陽艦取而代之的配置了比原先更多的25公厘機炮強化對中小型艦艇的壓制火力。
1953年8月，由中華民國海軍總司令馬紀壯中將率隊，編入丹陽艦、太昭號巡防艦、太湖號巡防艦等3艦組成首支敦睦艦隊赴菲律賓訪問。除了外交任務外，1953年至1954年期間，丹陽艦在作戰任務的重大成績為截獲支援中華人民共和國的波蘭油輪「普拉沙」號及蘇聯的「陶浦斯」號。其後因日本製造的武裝、彈藥及零件逐漸用盡等補給問題，丹陽號於1956年進行岸轟任務回航後在左營進行武裝改造，此次改造將所有日製武裝與射控系統通通拆除並全面更換美製裝備。
丹陽號更換的武器包括主炮統一為MK37 mod0 38倍徑5吋艦炮，該炮為開敞式設計，無搭配雷達與射控系統，只能對海射擊；該型炮原本主要配備在美軍後勤艦艇上，在1950年代中期國府採購一批供太字號驅逐艦及尚服役戰備的陽字號驅逐艦換裝。副炮則加裝當時在永字號、江字號等巡邏艦上普遍運用的MK22 50倍徑3吋艦炮及8門M1高射砲、SC-2搜索雷達、MK6型深水炸彈施放軌等。和前幾型的差別最大者尤以40快炮為甚，由於丹陽艦始終沒有可以信賴的火控系統與雷達為主炮獲得完整的火力優勢，1950年代初首次再武裝時甚至造了個假雷達欺敵，在面對以快速炮艇、魚雷艇的中國人民解放軍海軍時需要倚靠大量中近距離駁火武器取得火力優勢，因此到服役後期甚至搭載了10門40快砲。

## 重大事件

### 攔截蘇聯油輪
1954年6月23日，蘇聯油輪陶普斯號（俄语：Туапсе，中文也譯為「圖阿普斯號」）在運送油料從中東前往上海途中，在巴士海峽附近公海上被丹陽號驅逐艦攔捕，隨後被帶往並被扣押於高雄，所載的油料被充公。陶普斯號船體亦被改名為「會稽艦」，編入中華民國海軍，成為中華民國海軍的運油艦。船上的中外籍船員則遭到扣留。

### 九二海戰
丹陽號在1958年8月23日爆發的第二次台灣海峽危機時並無直接參與戰役，只有在同年9月為了救援於九二海戰遭重創的沱江號巡邏艦時曾短暫開赴金門前線救援。當時的丹陽號極速僅剩29節。
1959年8月3日，丹陽艦宣稱與中國人民解放軍海軍2艘巡洋艦（實為近海巡邏艦，但中共方面無資料）交戰，取得擊沈1艘、重創1艘的戰果。在1964年5月1日支援四礵列島的特戰滲透任務。

## 除役
丹陽艦在1964年12月舉辦的觀艦式仍編列於戰列之中﹐但是機件老化及後勤料件取得不易等問題仍讓海軍決定在1965年12月16日將她降旗停役，1966年11月16日正式除役。隨後丹陽艦靠泊在左營港作為訓練艦，1969年夏天因暴風雨導致艦底破損，在艦齡29年時開始解體處分，並在1971年12月31日完成拆解。
丹陽艦除役起，曾在雪風號服役的日本人組成了「雪風永久保存期成會」（會長：野村直邦），該團體致力於促成「最後之日本海軍艦艇」能歸還日本（正式的手續上不是從中華民國海軍艦艇中「歸還」，而是「贈送」），但1969年暴雨造成的破損讓雪風號在技術上要拖曳回日本已不可行，遂在1970年再次進行聯絡後便將該艦解體。另亦出現因老化而解體的異說。1971年12月8日，中華民國政府將舵輪及锚贈送日本，舵輪於江田島的舊海軍兵學校內的教育参考館內，而錨則在庭園中展示。另外，一只車葉及艦鐘於台灣左營的海軍官校展示。

## 歷任艦長
1. 褚廉方 上校：1949年1月1日 -
2. 俞柏生 上校：1952年10月16日 -
3. 邱仲明 上校：1954年2月1日
4. 王庭萀 上校：1957年4月23日 -
5. 王椿庭 上校：1957年9月30日 -
6. 林植基 上校：1959年3月1日 -
7. 雷泰元 上校：1961年12月16日 -
8. 彭運生 上校：1963年2月16日 -
9. 賴成傑 上校：1965年12月16日 -

### 陽字艦
- 洛陽艦
- 慶陽艦
- 瀋陽號驅逐艦

## 資料來源
1. ↑  .   [2016-08-28]. （原始内容存档于2016-08-23）.
2. ↑  #不沈艦生涯(新版)[錨點失效]169頁、#雪風ハ沈マズ新装[錨點失效]446頁
3. ↑  #不沈艦生涯(新版)[錨點失效]169-170頁
4. ↑  .   [2016-09-14]. （原始内容存档于2019-12-30）.
5. ↑  #雪風ハ沈マズ新装[錨點失效]447頁。赤い夕陽、もしくは朝陽という意味。
6. ↑  #不沈艦生涯(新版)[錨點失效]176頁
7. ↑  由於當時中國並未有自行製造火砲的技術，因此無武裝的雪風號使用的武裝從何而來一直有存在爭議。曾有研究者認為，應該是從同時移交的宵月號驅逐艦換裝過去的；但宵月號時亦為無武裝狀態移交，該論點不攻自破。因此目前研究者普遍認為，丹陽艦的主砲是從高雄壽山要塞中拆出，同時移出的還有一批該砲的彈藥。
8. ↑  除了武裝來源外，當時中華民國缺乏船隻相關設計圖來進行維修及武裝整合的經驗，「雪風」為何能在短時間內修復完成也是軍史界的一個謎團；曾有雜誌提出，當年中華民國海軍中有舊日本海軍技工所組成的青團來協助進行日本製軍艦維修，但這傳言在目前並未獲得任何官方文獻或是當事者證實。
9. ↑  .   [2016-08-28]. （原始内容存档于2020-04-04）.
10. ↑  "Russian-Taiwanese Relations: Current State, Problems, and Prospects of Development" by P. M. Ivanov
11. ↑  Beatrice Daily Sun 1954年6月25日
12. ↑  #雪風手記[錨點失效]634頁
13. ↑  .   [2016-08-28]. （原始内容存档于2015-06-23）.
14. ↑  #雪風手記[錨點失效]57頁
15. ↑  #雪風ハ沈マズ新装[錨點失效]449頁
16. ↑  #不沈艦生涯(新版)[錨點失效]195頁
17. ↑  #不沈艦生涯(新版)[錨點失效]203-204頁
18. ↑  #雪風ハ沈マズ新装[錨點失效]450頁、#雪風手記[錨點失效]12頁
19. ↑  #雪風手記[錨點失效]356頁